# Detektiven Allmänheten

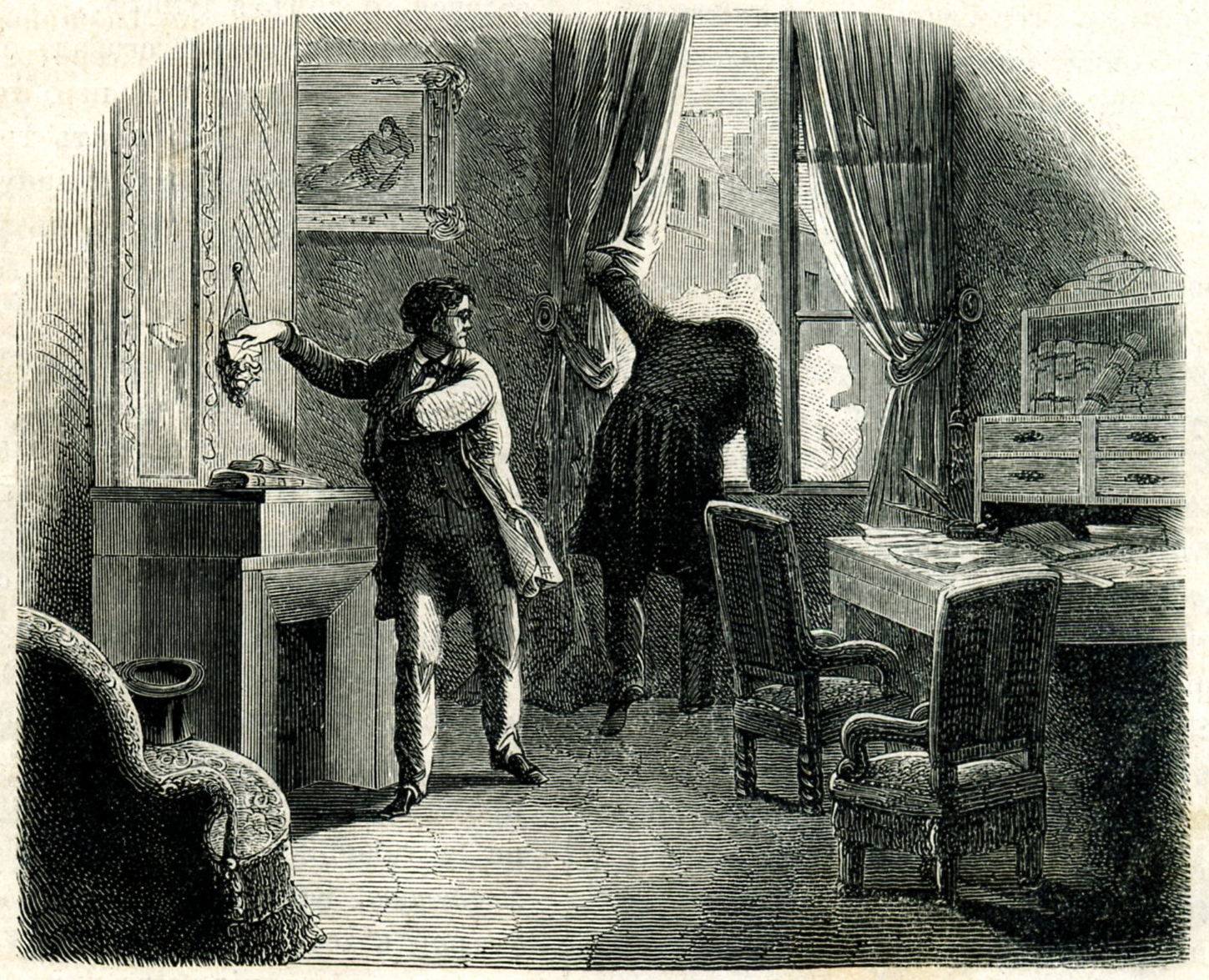
En av de tidigaste detektiverna i litteraturen, C. Auguste Dupin.

Detektiven Allmänheten, ibland också kallat Blomkvisteri efter Mästerdetektiven Blomkvist, var ett begrepp som växte fram i 1950-talets svenska folkhem. Det fanns under decenniet en stor fascination för detektivverksamhet, såväl i litteraturen med den uppsving som pusseldeckaren erfor som i det verkliga livet. Framförallt för barn blev det populärt att bistå polisen i brottsutredningar, och barn som på olika sätt hade bidragit till att lösa ett brott figurerade ofta i media. 1955 gavs häftet "Hur man blir mästerdetektiv" ut, där framförallt barn kunde tränas till att bli bättre detektiver. I förordet konstateras det:
| ”                             | Det gäller för samhället att fostra varje individ till en god medborgare. Det är emellertid mycket lätt för den uppväxande ungdomen att komma på sned och det gäller att i tid taga hand om den och rikta in den på de rätta vägarna. Mycket arbete och pengar lägges ned och många krafter arbetar för ungdomen. Bland de övriga socialarbetarna finnes även polisen och i en del städer har deras arbetare redan blivit fruktbringande. Den har ordnat samlingslokaler där den visar film, håller föredrag och sysselsätter ungdomen i hobbyklubbar. | „ |
| – Citerat ur Kärrholm, s. 67. | |   |

I den allmänna debatten på 50-talet fanns det en rädsla för var man kallade "ungdom på glid". Man var orolig för att ungdomsgenerationen skulle förledas och hamna utanför folkhemmet: framväxande trender som swingpjattar såväl som problem med pojkprostitution och homosexualitet sågs som allvarliga hot. Det fanns en tanke om att man kunde förhindra detta, om man bara, såsom förordet konstaterar, "riktar in [ungdomen] på de rätta vägarna."
Det fanns under 1950-talet, konstaterar Sara Kärrholm i sin doktorsavhandling, en rädsla för den komplicerade kallakrigsvardagen. Den populära pusseldeckaren fungerade som bärare av 'meningsskapande strategier': "tematiseringen av det goda detektivarbetet kunde verka inspirerande för viktiga samhällsbevarande aktiviteter. Att det verkligen fanns en sådan inspirerande sida av deckarläsning blir särskilt tydligt i och med barn- och ungdomsdeckarens genomslag i 50-talets Sverige."